# Diasporus tigrillo
Diasporus tigrillo är en groddjursart som först beskrevs av Savage 1997.  Diasporus tigrillo ingår i släktet Diasporus och familjen Eleutherodactylidae. IUCN kategoriserar arten globalt som otillräckligt studerad. Inga underarter finns listade i Catalogue of Life.